# Beck (série télévisée, 1997)
Pour les articles homonymes, voir Beck.
Beck (Beck) est une série télévisée suédoise, créée d'après les romans de Maj Sjöwall et de Per Wahlöö et diffusée depuis le 27 juin 1997 sur le réseau TV4.
Cette série est inédite dans les tous les pays francophones.

## Synopsis
Les enquêtes du Commissaire Beck.

## Distribution
- Peter Haber : Martin Beck
- Mikael Persbrandt : Gunvald Larsson (Saison 1-5.5)
- Stina Rautelin : Lena Klingström (Saison 1, 3)
- Per Morberg: Joakim Wersen (Saison 1)
- Peter Hüttner: Oljelund
- Rebecka Hemse: Inger Beck
- Ingvar Hirdwall : Valdemar
- Figge Norling : Benny Skacke (Saison 1)
- Michael Nyqvist: John Banck (Saison 1)
- Anna Ulrika Ericsson : Yvonne Jäder (Saison 1)
- Frederick Ultvedt : Jens Loftegard (Saison 1)
- Marie Göranzon : Margareta Oberg (Saisons 2 et 3)
- Malin Birgerson: Alice Levander (Saison 2)
- Sophie Tolstoï Regen : Sara Beijer (Saison 2)
- Hanns Zischler: Josef Hillman (Saison 2)
- Ing-Marie Carlsson : Bodil Lettermark (Saison 3)
- Måns Nathanaelson : Oskar Bergman (Saison 3)
- Kristofer Hivju : Steinar Hovland (Saison 5)

## Épisodes

### Première saison (1997)
1. Beck
2. Vita Nätter
3. Öga för Öga
4. Pensionat Pärlan
5. Monstret
6. Money man
7. Spår i mörker
8. Mannen med ikonerna

### Seconde saison (2001)
1. Hämndens pris
2. Mannen utan ansikte
3. Kartellen
4. Enslingen
5. Okänd avsändare
6. Annonsmannen
7. Pojken i glaskulan
8. Sista vittne

### Saison 3 (2006)
1. Skarpt läge
2. Flickan i jordkällaren
3. Gamen
4. Advokaten
5. Den japanska Shungamålningen
6. Den svaga länken
7. Det tysta skriket
8. I guds namn

### Saison 4 (2009)
1. I stormens öga
2. Levande begravd

### Saison 5 (2015)
1. Rum 302
2. Familjen
3. Invasionen
4. Sjukhusmorden
5. Gunvald
6. Steinar
7. Vid vägs ände
8. Sista dagen

### Saison 6 (2018)
1. Ditt eget blod
2. Den tunna isen
3. Utan uppsåt
4. Djävulens advokat

### Saison 7 (2020)
1. Undercover
2. Utom rimligt tvivel
3. Döden i Samarra
4. Den förlorade sonen

### Saison 8 (2021-2022)
1. Ett nytt liv
2. Rage Room
3. 58 minuter
4. Den gråtande polisen